# فابیو مورنا
فابیو مورنا (انگلیسی: Fabio Morena؛ زادهٔ ۱۹ مارس ۱۹۸۰) بازیکن فوتبال اهل آلمان است.
از باشگاه‌هایی که در آن بازی کرده‌است می‌توان به باشگاه فوتبال اشتوتگارت، باشگاه فوتبال سن پائولی، باشگاه فوتبال اس‌وی زاندهاوزن، و باشگاه فوتبال هامبورگ اشاره کرد.